# BABY!
「BABY!」（ベイビー!）は、the peggies2枚目のシングルである。2017年9月6日にエピックレコードジャパンから発売された。

## 解説
表題曲「BABY!」は前向きでめげない歌詞が聴いた人の心をあっという間につかむ、恋の衝動をまっすぐに描いた曲になっている。
同作の発売にあわせ2017年9月15日に東京・WWWで自主企画「ダブダブdeベビベビ」が行われる。
初回生産限定盤のDVDには「BABY!」のミュージックビデオが収録されている。

## 収録曲
2曲とも作詞・作曲：北澤ゆうほ。

### CD
1. BABY! 
編曲：the peggies、川口圭太
近鉄パッセCMソング、「王様のブランチ」2017年9月度エンディングテーマ
2. ずっと 
編曲：the peggies、大久保友裕
恋人との別れをリアルに描いた曲である。

### DVD（初回生産限定盤）
1. BABY! Music Video

## カバー
BABY!
- スイートバレット（内田真礼、雨宮天、うらのねこ、こまりまこ、いちいちご） - 2018年10月3日発売のシングル「不可思議のカルテ」に収録。テレビアニメ『青春ブタ野郎はバニーガール先輩の夢を見ない』劇中歌。
- 桜島麻衣（瀬戸麻沙美） & 梓川花楓（久保ユリカ） - 2023年6月23日発売の『青春ブタ野郎はおでかけシスターの夢を見ない パンフレット豪華版付属ドラマCD』に収録。